# Captafol
Le captafol est un fongicide.
Il est employé pour contrôler presque toutes les maladies fongiques des plantes excepté le mildiou pulvérulent. Il est possible qu'il soit cancérigène chez les humains, et sa production comme fongicide a été arrêtée en 1987 aux États-unis. On a permis l'utilisation des stocks existants, mais en 1999, l'Environmental Protection Agency (agence de protection de l'environnement) a interdit son utilisation sur toutes les cultures, excepté celles d'oignons, de pommes de terre et de tomates. En 2006, même ces exceptions ont été annulées, et actuellement son utilisation est interdite sur toute culture aux États-Unis. Plusieurs autres pays ont suivi le mouvement depuis 2000, et en 2010, aucun pays n'autorise l'utilisation du captafol sur des cultures vivrières.
Le captafol a été déposé par le brevet 3.178.447 (1965) des USA. Son mélange synergique avec le thiabendazol a été décrit dans le brevet 4092422 (1978) des USA.
Le commerce international du captafol est contrôlé par la convention de Rotterdam.